# Punta de Balasto
Punta de Balasto är en ort i Argentina.   Den ligger i provinsen Catamarca, i den norra delen av landet, 1 100 km nordväst om huvudstaden Buenos Aires. Punta de Balasto ligger 2 108 meter över havet och antalet invånare är 190.
Terrängen runt Punta de Balasto är varierad. Punta de Balasto ligger nere i en dal. Runt Punta de Balasto är det mycket glesbefolkat, med 4 invånare per kvadratkilometer.. Närmaste större samhälle är San José, 19,7 km norr om Punta de Balasto. 
Omgivningarna runt Punta de Balasto är i huvudsak ett öppet busklandskap.